# رابطه جنسی خشک
رابطه جنسی خشک به عمل جنسی اشاره دارد که در آن نزدیکی جنسی بدون روانکاری واژنی انجام می‌شود. روانکاری واژنی می‌تواند با استفاده از داروهای گیاهی، مواد شوینده خانگی، ضدعفونی‌کننده‌ها، با پاک کردن واژن، یا با قرار دادن برگ‌ها در واژن و دیگر روش‌ها انجام شود. رابطه جنسی با افزایش خطرات بهداشتی مرتبط است.
حذف یا جلوگیری از روانکاری واژنی از طریق روش‌های مرتبط با رابطه جنسی خشک باعث افزایش اصطکاک در حین نزدیکی می‌شود، که ممکن است به عنوان افزایش تنگی واژن تلقی شود و برخی بر این باورند که این امر لذت جنسی را برای شریک مرد افزایش می‌دهد. برخی از مردانی که بر این نوع رابطه اصرار دارند، زنان «خیس» را به عنوان بی‌عفت می‌دانند. رابطه جنسی خشک می‌تواند برای زنان و مردان دردناک باشد. این نوع از رابطه در آفریقای جنوب صحرا رایج است و همچنین در سورینام در میان زنان آفرو-سورینامی گزارش شده است.

## خطرات سلامتی
این عمل به شیوع بالای ایدز در آفریقا مرتبط است. این عمل به عنوان عاملی که خطر انتقال بیماری‌های مقاربتی (STDs) را برای هر دو شریک، از جمله HIV، افزایش می‌دهد، شناخته می‌شود و به چندین روش این خطر را افزایش می‌دهد. افزایش اصطکاک در حین نزدیکی می‌تواند باعث بریدگی در بافت واژن شود. خشک کردن واژن همچنین ضدعفونی‌کننده طبیعی لاکتوباسیل را که می‌تواند با بیماری‌های مقاربتی مقابله کند، از بین می‌برد.
علاوه بر این، رابطه جنسی خشک خطر پاره‌شدن کاندوم را به دلیل افزایش اصطکاک افزایش می‌دهد. این عمل همچنین می‌تواند منجر به التهاب واژن یا زخم‌های تروماتیک شود که به نوبه خود ممکن است انتقال بیماری‌های مقاربتی را به روش‌های دیگر افزایش دهد.